# 新民主主義
新民主主義（しんみんしゅしゅぎ、中国語: 新民主主义）は、毛沢東がその著作で提唱した社会体制。1945年から1952年頃までは中国共産党の路線でもあった。

## 概要
1940年頃に毛沢東がその著作で従来の民主主義と対照的に提唱したものであり、『中国革命と中国共産党』（1939年12月）、『新民主主義論』（1940年1月）などで述べられている。その中で、中国革命は二段階を経るとし、第一段階は「ブルジョア民主主義革命」、第二段階は「プロレタリア社会主義革命」とした（二段階革命論）。
そして、中国革命の第一段階のブルジョア民主主義革命の形態は従来の民主主義革命ではなく、中国に特徴的な新しい型の民主主義革命であり、これを「新民主主義革命」と呼んだ。従来の民主主義革命では成功するとその経済体制は資本主義社会へと進むが、新型の民主主義革命は資本主義社会を経ずに社会主義革命に移行するとした（新民主主義革命論）。
この第一段階の「新民主主義革命」が成功して迎える社会は、「社会主義社会」ではなく「新民主主義社会」であるとした。この「新民主主義社会」は旧中国社会と社会主義社会の間の中間の社会であるとした（新民主主義社会論）。
毛のこの考え方は、1945年中国共産党第七回大会で毛沢東がおこなった政治報告『連合政府論』（1945年4月）でも提起され、中国共産党の路線となった。その概念は新生中国の暫定憲法と見做される1949年決定の政治協商会議共同綱領にも明記された。しかし、1952年9月の共産党中央書記局会議で第1次5ヵ年計画期から「過渡期」政策を実施することが決定され、更に1953年6月に共産党政治局会議で「過渡期の総路線」が確定されると、中国の政治執行部の間で「新民主主義社会」という概念は霧散した。そして現在の中国は「社会主義社会の過渡期」であるとして、「プロレタリアート独裁」に向けた政策が実行されるようになる。「過渡期の総路線」提起時には、この過渡期は10年から15年続くとされたが、毛沢東が1955年に社会主義化を早める提起をすると、一年後の1956年には社会主義化完成が宣言された。この過程で私有企業を公私合営化し（事実上の国有化）、地主から没収して農民に配分した土地を農業集団化によって再び農民から取り上げ公有化するなどの社会主義化が急速に行われた。以後「新民主主義社会」は中国において封印された言葉となった。

## 憲法上の記述
建国からの暫定憲法であった政治協商会議共同綱領では中国は新民主主義すなわち人民民主主義の国家である（政協綱領第1条）と規定していた。
次の1954年制定の54年憲法では中国は労働者階級の指導する、労農同盟を基礎とした人民民主国家である（54年憲法第1条）として「新民主主義」の一語が削除されたものの人民民主主義の否定は行われなかった。但し、序文で「社会主義社会の過渡期」という語が登場し、中国の社会主義国化は国家の義務であるとした。
更に、文化大革命期間中の1975年に制定された75年憲法では、中国はプロレタリア階級独裁の社会主義国家である（75年憲法第1条）と明確に人民民主主義を否定することとなる。ここで、中国共産党は全中国人民の指導的中核である（75年憲法第2条）として初めて憲法本文条文に党の指導性が明記された（54年憲法でも、前文には共産党の指導性が書かれていた）。
現憲法の82年憲法では、中国は人民民主独裁の社会主義国家である（82年憲法第1条）として再び人民民主主義を掲げることとなった。そして、序文には「四つの基本原則」が掲げられ「中国の各民族、人民は、引き続き、中国共産党の指導下、マルクス・レーニン主義と毛沢東思想の導きのもと、人民民主独裁を堅持し、社会主義の道を堅持し、～我が国を高度の文明と高度の民主を持った社会主義国につくりあげる」と中国共産党の指導的役割を明示している。

## 総括
毛沢東は、当初こそ「新民主主義論」を展開して「諸階級の連合した人民民主制」を構想していたが、1953年頃に短期間での大幅な成長を目指し、階級闘争を伴う急激な社会主義革命を図るようになる。この時期を境に緩やかな革命から急激な革命へと転換がなされ、その後の憲法序文に「新民主主義」という言葉が残されはしたものの、既に中国では有名無実になっていたと言える。